# Hautemorges
Hautemorges est une commune suisse du canton de Vaud, située dans le district de Morges.
La commune est issue de la fusion des communes de Apples, Bussy-Chardonney, Cottens, Pampigny, Reverolle et Sévery, le 1er juillet 2021.

## Politique
Les autorités communales siègent à Apples.
La Municipalité est composée de 7 membres, le Conseil Communal compte 70 membres.
La Municipalité est élue à la majoritaire à deux tours, le Conseil Communal à la proportionnelle à un tour.
Pour la première législature (2021-2026), un système de cercles électoraux correspondant aux anciennes communes (devenues des localités) a été mis en place.
Ainsi, chaque localité a élu un Municipal ou une Municipale, sauf Apples qui en a élu deux, et chaque localité a élu un nombre de conseillers communaux et de conseillères communales proportionnel à sa population au moment de la fusion : 25 pour Apples, 19 pour Pampigny, 8 pour Cottens, 7 pour Bussy-Chardonney, 7 pour Reverolle et 4 pour Sévery.
Ces cercles électoraux disparaîtront dès la deuxième législature (2026-2031) ; la commune dans son ensemble constituera alors un seul cercle électoral.